# Princípio dos trabalhos virtuais

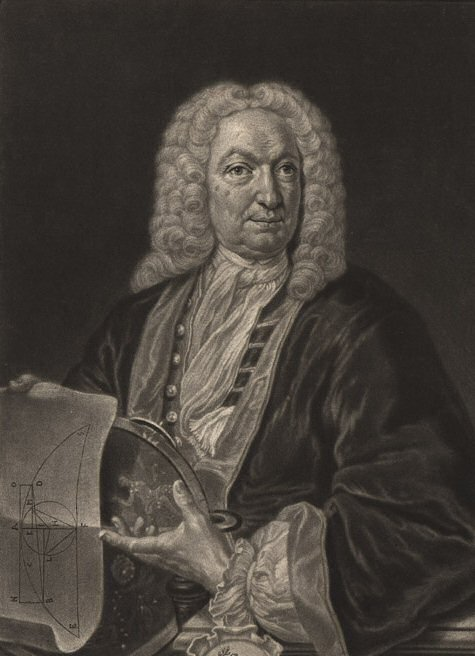
Johann Bernoulli

O princípio dos trabalhos virtuais estabelece o equilíbrio de um sistema físico em termos de seus possíveis deslocamentos. Ele é atribuído a Johann Bernoulli (1667-1748). Historicamente, o trabalho virtual e o cálculo de variações associado foram formulados para analisar sistemas de corpos rígidos, mas eles também têm sido desenvolvidos para o estudo dos mecanismos de corpos deformáveis.

## História
A introdução do trabalho virtual e o princípio de mínima ação foram guiados pela visão de que o movimento real de um corpo é o de um conjunto de realidades experimentais que minimizam uma quantidade particular. Esta ideia de que a natureza minimiza é uma versão da "hipótese de simplicidade", que pode ser atribuída a Aristóteles.

## Exemplo de aplicações
Seja um sistema formado por uma haste de massa desprezível e comprimento de 8 cm apoiada em uma das pontas num ponto fixo, um sólido de 60 kgf no centro da haste, um sólido de 100 kgf a 2 cm da extremidade apoiada, e um último sólido de peso desconhecido pendurado em uma polia de forma a fazer uma força vertical para cima na extremidade livre da haste.
Sabendo que o sistema está em equilíbrio, podemos determinar o peso do último sólido usando o princípio dos trabalhos virtuais. Para aplicar o método, impomos um deslocamento de qualquer valor aos corpos: para isto, escolhemos deslocamentos que sejam convenientes para nossos cálculos. Neste caso, se imaginarmos um deslocamento do último sólido em 4 cm para baixo, o sólido do meio será levantado de 2 cm e o restante de 1 cm. Para calcularmos o peso do sólido pendurado usando o princípio dos trabalhos virtuais usamos a equação:
{\displaystyle -P_{3}\times 4+2\times 60+1\times 100=0}
Isso nos dá {\displaystyle P_{3}=55kgf}.
Cabe ressaltar que, ao efetuar a análise do mesmo problema a partir das leis de Newton, chegaremos ao mesmo resultado.